# Barrage hydroélectrique de Kakhovka
Le barrage hydroélectrique de Kakhovka est un barrage au fil de l'eau associé à une centrale hydroélectrique, situé près de Nova Kakhovka, sur le cours du Dnipro, en Ukraine. En noyant la Grande Prairie, il crée le réservoir de Kakhovka qui permet l'irrigation de grandes étendues agricoles du sud de l'Ukraine et du nord de la Crimée via le canal de Crimée du Nord.
Occupés et contrôlés par les Forces armées russes depuis l'invasion de l'Ukraine en 2022, le barrage ainsi que la centrale hydroélectrique sont détruits le 6 juin 2023. La rupture du barrage provoque de graves inondations dans le delta du Dnipro.

## Histoire
Le 24 février 2022, la centrale est prise par les forces armées de la fédération de Russie dans les premiers moments de l'invasion de l'Ukraine,. Le barrage comporte un pont routier qui est l'un des trois principaux points de passages du fleuve Dnipro.
En août 2022, il est la cible de bombardements attribués par le porte-parole des forces armées russes, Igor Konachenkov, aux forces armées ukrainiennes. Trois des six turbines sont alors arrêtées.
En novembre 2022, l'armée russe ouvre les vannes et le réservoir atteint son niveau le plus bas depuis trois décennies. Un niveau très bas est maintenu dans les mois suivant jusqu'à ce que le gouvernement ukrainien le remplisse à nouveau grâce à l'apport d'un autre réservoir situé en amont sur la rivière. L'arrivée d'eau au printemps 2023 s'accompagne de débordements et noie des terres situées en amont.
Le 6 juin 2023, l'exploitant Ukrhydroenergo informe que « le barrage est complètement détruit » par une explosion provoquée depuis l'intérieur de la station. Les camps russes et ukrainiens se renvoient la faute de l'explosion, causée par une grande quantité d'explosifs. 
Dans les heures qui suivent, 17 000 personnes sont évacuées des zones inondées, tandis que plusieurs centaines de tonnes d’huile s'écoulent dans le fleuve.
Parmi les conséquences, la Crimée, dont l'essentiel de l’approvisionnement en eau est lié au barrage, risque de devenir dépendante de livraisons de bouteilles d'eau de la Russie.

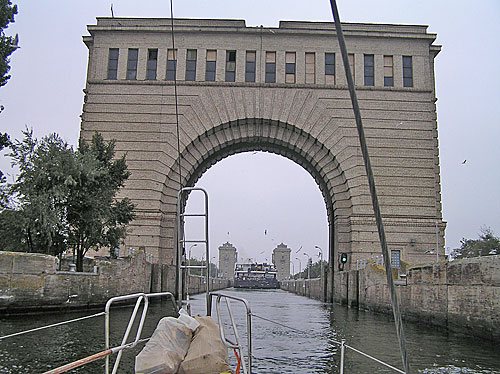
Arche de l'écluse qui permet de franchir le barrage.
Section perpendiculaire au barrage, avec vue des batardeaux de réglage du niveau d'eau et de la galerie de circulation traversant l'ouvrage.